# غبار سرخ (فیلم ۲۰۰۴)
غبار سرخ یا خاک سرخ (به انگلیسی: Red Dust) فیلمی محصول سال ۲۰۰۴ و به کارگردانی تام هوپر است. در این فیلم بازیگرانی همچون هیلاری سوانک، چیویتل اجیوفور و ماریوس ویرز ایفای نقش کرده‌اند.